# Волховстроевский регион Октябрьской железной дороги
Волховстроевский регион Октябрьской железной дороги НЗТЕР-6 (бывшее НОД-6) — один из шести регионов обслуживания Октябрьской железной дороги. Обслуживает самые грузонапряжённые линии. На полигоне региона находится 68 железнодорожных станций, входящих в состав Волховстроевского центра организации работы железнодорожных станций Октябрьской дирекции управления движением.

## История
В 1904 году на левом берегу реки Волхов появилась маленькая железнодорожная станция Званка, получившая название от соседней деревушки. Через неё прошла железная дорога от ст. Обухово Николаевской железной дороги до ст. Вологда Северной железной дороги. Годом позже здесь появилось депо. В 1920 году его переоборудовали, были введены новые мощности по ремонту, электросварке, установлены 2 локомобиля, а в 1962 году депо перешло на тепловозную тягу. Несколькими годами позже, после завершения электрификации участков Волховстрой — Тихвин и Тихвин — Бабаево, парк локомотивного депо Волховстрой заменили на электровозы постоянного тока серии ВЛ10 и ВЛ15. Депо стало крупнейшим на ОЖД с приписным парком более 300 локомотивов. Изменились участки и плечи обслуживания локомотивными бригадами депо. К существовавшим ранее добавились участки, находившиеся в ведении бригад ТЧ-7 и других депо дороги.
Отделение организовано 15 ноября 1946 года на основании постановления правительства СССР № 2143 от 19 сентября 1946 года, приказа МПС № 652 от 23 сентября 1946 года и приказа начальника Кировской железной дороги № 705 от 12 ноября 1946 года В. М. Виролайнена.
Сегодня в состав Волховстроевского региона ОЖД филиала ОАО «Российские железные дороги» входит 17 структурных подразделений (локомотивное депо, вагонное депо, пять дистанций пути, гражданские сооружения и такие крупные станции, как Волховстрой I и Бабаево).

## Общие сведения
Волховстроевские железнодорожники отвечают за состояние 68 станций; из них две внеклассные (ст. Волховстрой I, ст. Бабаево), 3 станции II класса, 5 станций III класса, 18 станций IV класса, 38 станций V класса. Из этих станций одна сортировочная, семь участковых, одна грузовая и 57 промежуточных. Железнодорожные пути, находящиеся в ведении Волховстроевского отделения, проходят по территории пяти субъектов РФ. В основном это Ленинградская (575 км) и Новгородская области (350 км). Частично — в Карелии, Вологодской (192 км) и Тверской (54 км) областях. Среди них магистральные железнодорожные линии, из-за объема грузовых и пассажирских перевозок имеющие большое значение для развития отечественной экономики. Основное направление — Санкт-Петербург — Вологда. Здесь осуществляется движение преимущественно грузовых составов. Предполагается, что в ближайшем будущем, когда на полную мощь заработают морские порты, поток грузов возрастет.
Второе по важности направление — Волховстрой — Мурманск. С учётом перспективного развития Мурманского морского порта размеры движения грузовых составов здесь тоже увеличатся. Волховстроевское отделение ОАО «РЖД» осуществляет техническое содержание станций, перегонов, депо и других подразделений, обеспечивая перевозочный процесс и эксплуатацию путей. Технический прогресс на Волховстроевском отделении очевиден. За последние годы прошла электрификация участков от Волховстроя до границ с Северной дорогой. Проведена реконструкция двух депо — на станции Бабаево и локомотивного депо Волховстрой.
Сегодня территория Волховстроевского отделения ОЖД расположена в Ленинградской, Новгородской, Тверской и Вологодской областях, а также на территории Республики Карелия.

## Территория
В состав Волховстроевского региона ОЖД входят следующие линии:
- Войбокало — Волховстрой II — Свирь
- Войбокало — Волховстрой II — Кошта
- Волховстрой I — Пороги
- Лодейное Поле — Янисъярви
- Будогощь — Овинище II
- Будогощь — Тихвин
- Окуловка — Неболчи
- Кабожа — Подборовье[3]

## Инфраструктура

### Локомотивные депо
- Локомотивное ремонтное депо Волхов (ТЧ-16)
- Локомотивное эксплуатационное депо Волховстрой (ТЧЭ-21)
- Локомотивное эксплуатационное депо Бабаево (ТЧЭ-22)
- Локомотивное ремонтное депо Хвойная (ТЧ-23)

### Дистанции инфраструктуры
- Сортавальская дистанция инфраструктуры (ИЧ-2)

### Дистанции пути
- Хвойнинской дистанции пути (ПЧ-30)
- Волховстроевская дистанция пути (ПЧ-31)
- Тихвинская дистанция пути (ПЧ-32)
- Бабаевская дистанция пути (ПЧ-33)

### Дистанции сигнализации, централизации и блокировки
- Тихвинская (ШЧ-8)
- Волховстроевская (ШЧ-10)

### Вагонные и вагоноремонтные депо
- Вагонное ремонтное депо Волховстрой (ВЧД-17)
- Вагонное эксплуатационное депо Волховстрой (ВЧДЭ-28)